# La Repubblica delle Trombe
La Repubblica delle Trombe è un film del 2006 diretto da Stefano Missio.

## Trama
Gvozden Rosic, capo orchestra di un gruppo di suonatori in un piccolo paesino agricolo nel cuore della Serbia, si prepara alla più grande competizione di ottoni d'Europa.
Usata per suonare l'attacco in guerra, la tromba ha perso la sua valenza militare ed è diventata parte integrante della vita del popolo serbo, suonando per la nascita di un bambino, per l'inaugurazione delle nuove case fino ad accompagnare i funerali.

## Produzione
Le riprese, iniziate nel 2001, sono durate tre mesi nell'arco di 5 anni. Il film è un'autoproduzione degli autori. Durante le riprese, il documentario aveva come titolo provvisorio This Is Our Life.

## Distribuzione
Il film è stato presentato in Italia al Trieste Film Festival il 20 gennaio 2006. Il film è conosciuto anche con il titolo serbo Трубачка Република, con quello inglese Trumpets Republic e con quello francese La République des Trompettes.

## Premi
Il film documentario ha vinto il Premio Speciale “per il Talento” nella 4 edizione del "Saratov Sufferings - The International Documentary Drama Film Festival", svoltosi nella città di Saratov (Russia) dal 15 al 19 novembre 2007.
Nel 2009 ha vinto il Premio del Pubblico all'Ecologico International Film Festival. Tra i documentari italiani prodotti nel 2006, La Repubblica delle Trombe è uno dei più selezionati nei festival di tutto il mondo.